# معاملة المثليين في أوقيانوسيا
تختلف أوقيانوسيا كغيرها من مناطق العالم الأخرى في قوانينها تجاه المثلية الجنسية تبعاً للبلد، حيث تتراوح من ضمان مجموعة كبيرة من حقوق مجتمع المثليين والمثليات ومزدوجي التوجه الجنسي والمتحولين جنسياً في نيوزيلندا وأستراليا وغوام وهاواي وجزر ماريانا الشمالية وواليس وفوتونا وكاليدونيا الجديدة وبولينزيا الفرنسية وجزر بيتكيرن وصولاً إلى بقاء النشاط الجنسي المثلي مُجرَّماً كما هو الحال في ستة بلدان وإقليم واحد. إلَّا أن قبول المجتمعات في جميع جزر المحيط الهادئ يشهد تزايداً، ولكن ما زال العنف والوصمة الاجتماعية من المشاكل التي تواجهها الأقليات الجنسية في المنطقة. كما يؤدي هذا إلى ظهور مشكلات في الرعاية الصحية ومنها إمكانية الوصول إلى علاج المصابين بفيروس العوز المناعي البشري في بلدان مثل بابوا غينيا الجديدة وجزر سليمان التي ما زالت تُجرّم المثلية الجنسية.
تاريخياً، أدخلت الإمبراطورية البريطانية القوانين المناهضة للمثليين في جميع مستعمراتها حول العالم ومنها تلك الواقعة في المحيط الهادئ. يرى معارضو حقوق المثليين في أوقيانوسيا بأن التقاليد والعادات تعد المثلية خطيئة، وذلك رغم أن القوانين المعادية للمثليين هي بحد ذاتها نتاج لسياسات الاستعمار. فقد كان لعدة جزر في المحيط الهادئ قبل الحقبة الاستعمارية تقاليد قديمة تعكس منظوراً محلياً فريداً من نوعه إزاء الجنسانية والنوع الاجتماعي (الجندر)، ومثال عليها الفافافيني في ساموا والفاكاليتي في تونغا.